# Suze-la-Rousse
Suze-la-Rousse è un comune francese di 1 950 abitanti situato nel dipartimento della Drôme della regione dell'Alvernia-Rodano-Alpi. Ha dato i natali al drammaturgo Louis-François Delisle de La Drevetière.

## Società

### Evoluzione demografica
Abitanti censiti